# Genoplesium arrectum
Genoplesium arrectum är en orkidéart som beskrevs av David Lloyd Jones. Genoplesium arrectum ingår i släktet Genoplesium och familjen orkidéer.
Artens utbredningsområde är Victoria i Australien. Inga underarter finns listade i Catalogue of Life.